# Falco subniger
El halcón negro (Falco subniger) es una especie de ave falconiforme de la familia Falconidae endémica de Australia. Habita en las zonas donde la vegetación no es muy alta, encontrándose principalmente en praderas y bosques del norte del país. Es rápido en vuelo gracias a sus alas decrecientes acabadas en punta.

## Características
Las hembras son más grandes que los machos, alcanzando estas 55 cm del pico a la cola y pesan de 610 gramos a 1.0 kg. Mientras que los machos llegan a los 45 cm, el peso oscila entre 510 y 710 gramos. Las alas alcanzan una extensión de 93 cm. Salvando las diferencias de tamaño, ambos sexos son bastante parecidos. No se conocen subespecies.

## Historia natural
Las presas del halcón negro son pájaros a los que por lo general cazan al vuelo, aunque también se alimentan de animales terrestres, como lagartos, perdices y conejos.